# 31593 Romapradhan
31593 Romapradhan este un asteroid din centura principală de asteroizi.

## Descriere
31593 Romapradhan este un asteroid din centura principală de asteroizi. A fost descoperit pe 20 martie 1999 la Socorro, New Mexico, în cadrul proiectului LINEAR. Asteroidul prezintă o orbită caracterizată de o semiaxă mare de 2,27 ua, o excentricitate de 0,06 și o înclinație de 2,0° în raport cu ecliptica.